# Dmitrij Lankin
Dmitrij Sergeevič Lankin (in russo Дмитрий Сергеевич Ланкин?; Majkop, 17 aprile 1997) è un ginnasta russo.

## Biografia
Dmitrij Lankin ha debuttato da senior a livello internazionale partecipando nel 2016 alla Coppa del Mondo di Varna, in Bulgaria. Nel 2017 si è messo in evidenza ai campionati nazionali russi vincendo la medaglia d'oro agli anelli e al volteggio, oltre a un terzo oro vinto con la squadra, ed è stato quindi convocato per disputare gli Europei di Cluj-Napoca 2017 dove ha vinto la medaglia d'argento al corpo libero, dietro al rumeno Marian Drăgulescu e davanti all'israeliano Alexander Shatilov, e si è classificato ottavo nella finale agli anelli.
L'anno successivo, insieme ad Artur Dalalojan, Nikita Nagornyj, David Beljavskij, e Nikolaj Kuksenkov, ha fatto parte della squadra russa medaglia d'oro agli Europei di Glasgow 2018 e ha ottenuto il terzo posto al volteggio. Due mesi più tardi ha disputato a Doha anche i suoi primi campionati mondiali vincendo con la Russia la medaglia d'argento nel concorso a squadre, dietro la Cina.
Agli Europei di Stettino 2019 è salito nuovamente sul podio giungendo terzo al corpo libero, dietro ad Artem Dolgopyat e al connazionale Dalalojan. Ha poi vinto una medaglia d'argento nel volteggio ai II Giochi europei che si sono svolti a Minsk, in Bielorussia, nel giugno dello stesso anno.